# Lê Dung
Lê Thị Dung (thị xã Hòn Gai, 5 juni 1951 - Hanoi, 29 januari 2001) was een Vietnamese operazangeres.
Door de Vietnamoorlog is niet precies bekend, wanneer ze geboren is. Zeker staat vast, dat ze geboren is in thị xã Hòn Gai in de provincie Quảng Ninh.
Lê studeerde in 1977 af aan het conservatorium in Hanoi, de hoofdstad van Vietnam, later studeerde ze af aan het Conservatorium van Moskou in Rusland. Door optredens met verscheidene optredens met verschillende artiesten, kreeg ze in 1984 een nationale onderscheiding. Na haar studie werd ze de solo-artiest in het Vietnamees Nationaal Symphonisch Orkest.
Lê stierf in januari 2001 aan de gevolgen van een cerebrovasculair accident.